# Hyacinthe Bernaeijge
Hyacinthe Louis Constant Bernaeijge, né le 10 juin 1827 à Nederbrakel et y décédé le 26 novembre 1918 fut un homme politique belge libéral flamand.
Il fut élu conseiller communal de Nederbrakel, conseiller provincial de la province de Flandre-Orientale et sénateur de l'arrondissement de Audenarde-Alost.

## Sources
- Liberaal Archief